# Lars Ernster
Lars Ernster, född 4 maj 1920 i Budapest, Ungern, död 4 november 1998  i Engelbrekts församling, Stockholm, var en svensk kemist.
Lars Ernster var 1967–1986 professor i biokemi vid Stockholms universitet. Han blev ledamot av Vetenskapsakademien 1974 och var ledamot av Vetenskapsakademiens Nobelkommitté för kemi 1977–1988.